# Amtsgericht Brandenburg an der Havel

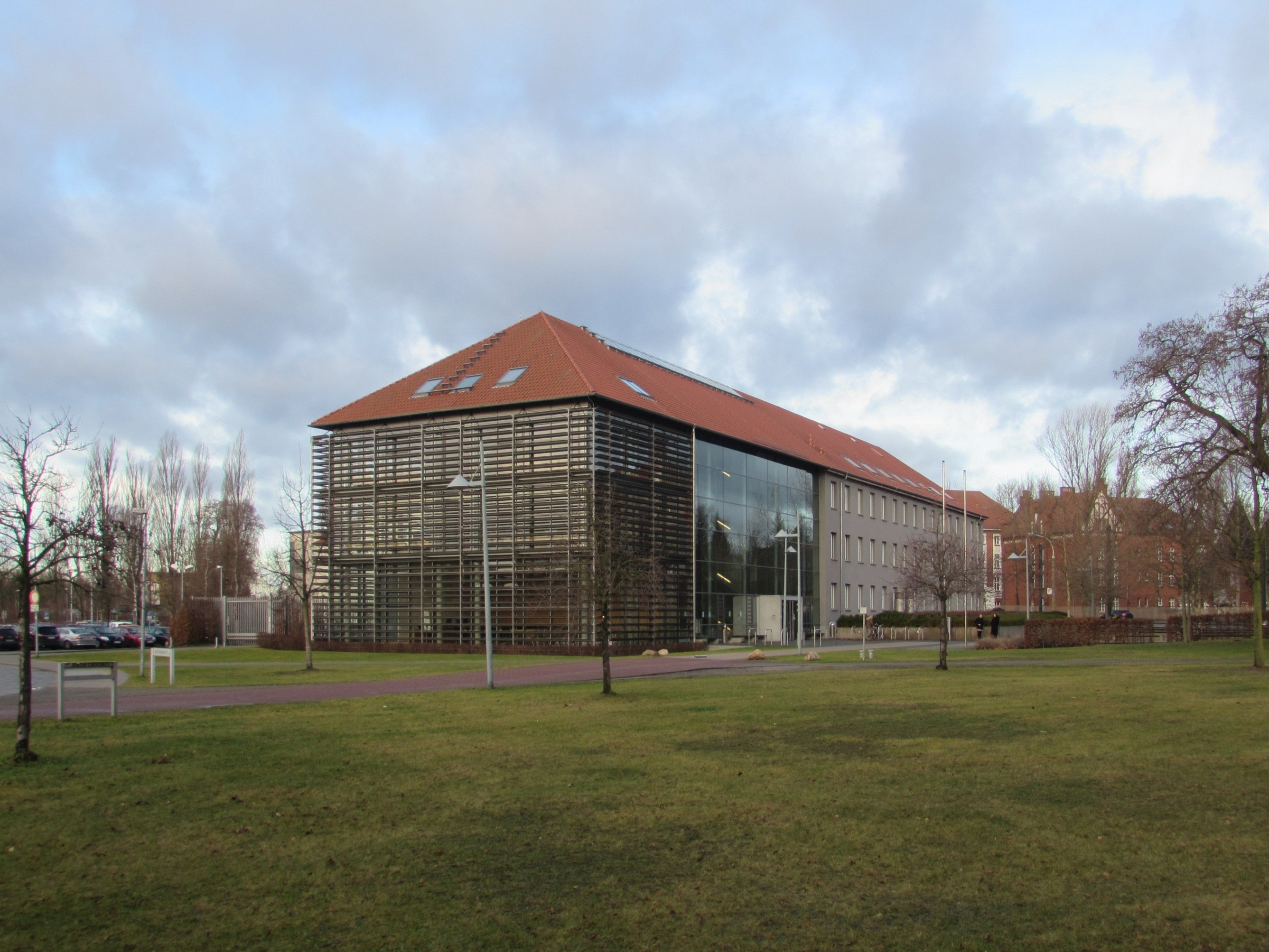
Das Amtsgericht Brandenburg in einem ehemaligen Kasernengebäude an der Magdeburger Straße (2015)

Das Amtsgericht in Brandenburg an der Havel ist für die Angelegenheiten der ordentlichen Gerichtsbarkeit in der kreisfreien Stadt Brandenburg an der Havel sowie großer Teile des Landkreises Potsdam-Mittelmark zuständig.

## Gerichtssitz und -bezirk
Der Sitz des Gerichtes ist Brandenburg an der Havel; sein Gerichtsbezirk ist die kreisfreie Stadt Brandenburg an der Havel sowie große Teile des Landkreises Potsdam-Mittelmark (ehemalige Kreise Brandenburg und Belzig).

## Geschichte
In Brandenburg an der Havel bestand bis 1849 das Königliche Land- und Stadtgericht Brandenburg. 1849 wurde dieses und die bestehenden Patrimonialgerichte aufgehoben und das Kreisgericht Brandenburg gebildet. Übergeordnet war das Kammergericht als Appellationsgericht. Im Rahmen der Reichsjustizgesetze wurden diese Gerichte aufgehoben und reichsweit einheitlich Oberlandes-, Land- und Amtsgerichte gebildet. Das königlich preußische Amtsgericht Brandenburg an der Havel wurde mit Wirkung zum 1. Oktober 1879 als eines von elf Amtsgerichten im Bezirk des Landgerichtes Potsdam im Bezirk des Kammergerichtes gebildet. Der Sitz des Gerichtes war die Stadt Brandenburg an der Havel. Sein Gerichtsbezirk umfasste den Kreis Westhavelland ohne die Teile, die den Amtsgerichten Nauen und Rathenow zugeordnet waren und aus dem Landkreis Zauch-Belzig die Amtsbezirke Cammer, Deetz, Götz, Golzow, Groß Kreutz, Jeserig, Lehnin, Lehniner Forst, Netzen, Rädel, Reckahn, Schmerzke und Wilhelmsdorf. Am Gericht bestanden 1880 fünf Richterstellen. Das Amtsgericht war damit das zweitgrößte Amtsgericht im Landgerichtsbezirk. Am Amtsgericht Brandenburg an der Havel wurde eine Strafkammer eingerichtet. Gerichtstage wurden in Lehnin gehalten.
Nach dem Zweiten Weltkrieg wurde das Amtsgericht Brandenburg an der Havel dem Landgericht Neuruppin zugeordnet, vom 1. April 1950 bis 1952 dann dem Landgericht Potsdam. Zum 1. Juli 1951 wurde das Amtsgericht Kremmen aufgelöst und sein Sprengel dem Amtsgericht Brandenburg zugeordnet. Im Jahre 1952 wurden in der DDR die Amtsgerichte abgeschafft und stattdessen Kreisgerichte gebildet. Brandenburg an der Havel kam zum Kreis Brandenburg im Bezirk Potsdam, zuständiges Gericht war damit das Kreisgericht Brandenburg. Das Amtsgericht Brandenburg an der Havel wurde aufgehoben.
Das Brandenburgische Gerichtsneuordnungsgesetz (BbgGerNeuOG), verkündet als Artikel 1 des Gesetzes zur Neuordnung der ordentlichen Gerichtsbarkeit und zur Ausführung des Gerichtsverfassungsgesetzes im Land Brandenburg vom 14. Juni 1993, verfügte zum 1. Dezember 1993 die Fortführung der bestehenden Kreisgerichte als Amtsgerichte, die Fortführung der Bezirksgerichte in Cottbus, Frankfurt (Oder) und Potsdam als Landgerichte und die Errichtung eines weiteren Landgerichtes in Neuruppin. Damit entstand das Amtsgericht Brandenburg an der Havel neu.

## Amtsgerichtsgebäude

### 1863–2004
Von 1863 bis 2004 befand sich das Amtsgerichtsgebäude in der Neustadt. Auf dem Grundstück der Steinstraße 61 stand seit 1817 die alte Post. Der Umbau zum Gericht erfolgte 1863. Das Gebäude wurde nach Süden hin mehrfach erweitert. In dem hinteren der zwei Hinterhöfe entstand ein Gefängnis. Nach dem Auszug des Amtsgerichtes wurde das Gebäude für 5,2 Mio. Euro umgebaut und ist seit 2007 Sitz der Generalstaatsanwaltschaft des Landes Brandenburg. Das ehemalige Gefängnis ist heute Archiv und Gedenkstätte für die Opfer des Aufstands vom 17. Juni 1953. Gegen 10 Uhr des 17. Juni 1953 stürmte eine Menschenmenge das Amtsgericht und befreite dort politisch inhaftierte Gefangene.

### Ab 2004
Das Amtsgericht befindet sich in einem Gebäude, welches zu einem Kasernenkomplex gehört, der zunächst von der Wehrmacht, anschließend bis 1992 von der Gruppe der Sowjetischen Streitkräfte in Deutschland genutzt wurde. Nach dem Abzug der sowjetischen Truppen wurden die ehemaligen Kasernen umfangreich saniert. Neben dem Amtsgericht zogen verschiedene kommunale und Landesbehörden wie das Finanzamt, das Grundbuchamt und Amt für Immissionsschutz auf das Gelände. Eine unmittelbar benachbarte historische Kürassierkaserne, welche von der Nationalen Volksarmee genutzt wurde, ist unter anderem Standort der Technischen Hochschule Brandenburg.